# Plaza de las Naciones Unidas (Casablanca)
Plaza de las Naciones Unidas (en árabe: ساحة الأمم المتحدة‎ , en francés: Place des Nations-Unies) es una plaza pública ubicada el centro de Casablanca, Marruecos.

## Historia

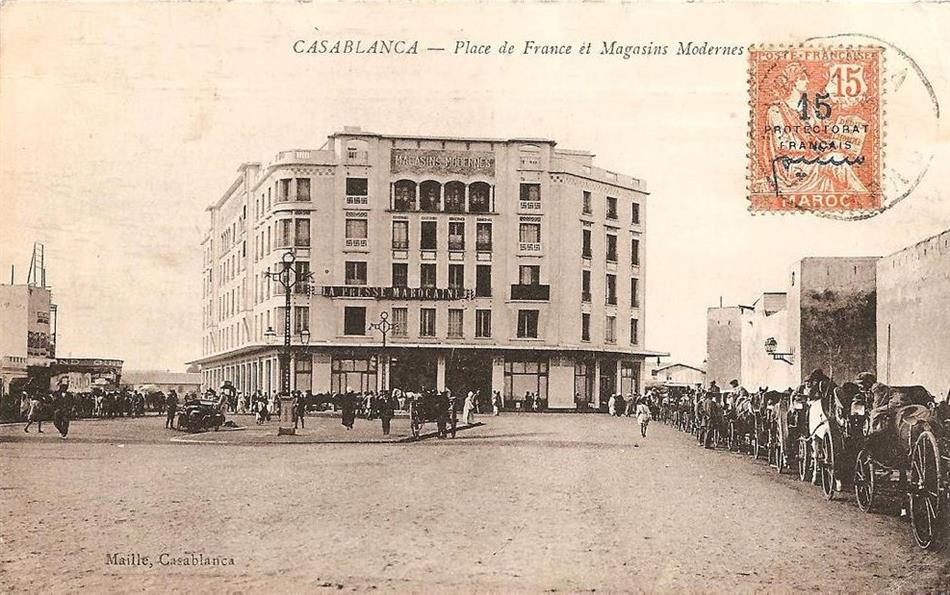
El edificio Magasins Paris-Maroc, ubicado en el extremo sur de la Place de France, fue el primer edificio de la ville nouvelle.

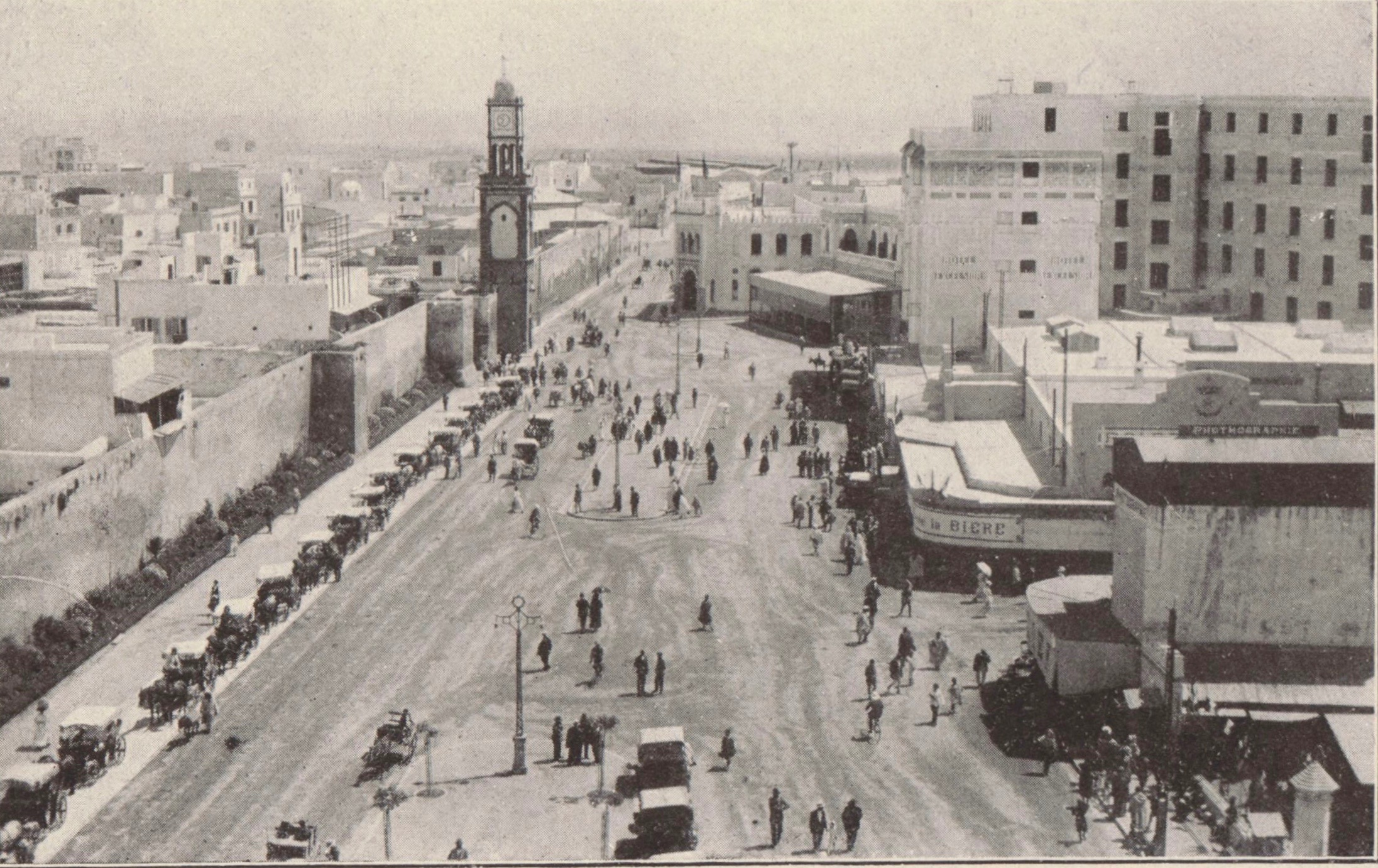
Place de France alrededor de 1917, cinco años después de la firma del Tratado de Fez.

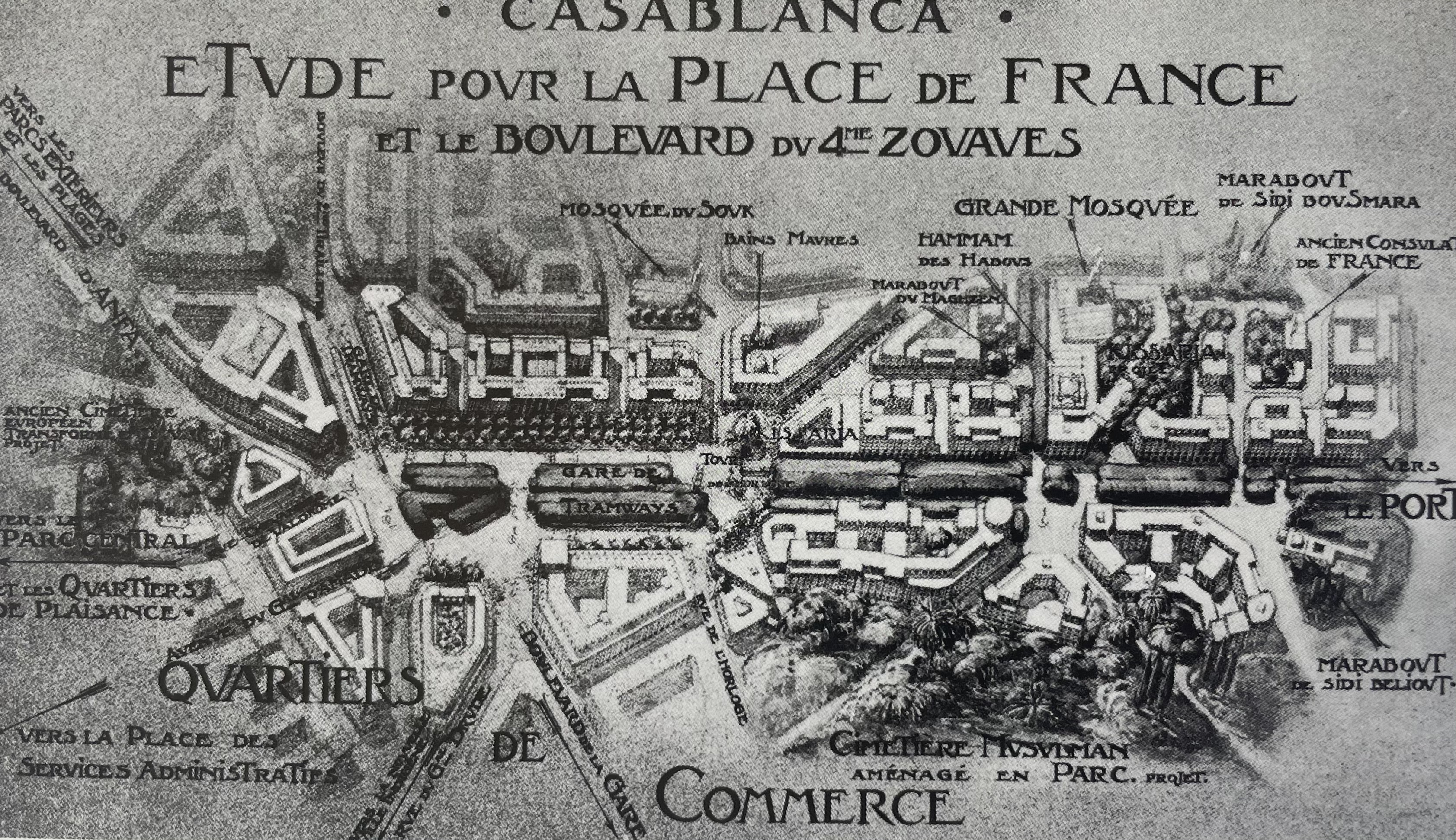
Estudio de Henri Prost de 1923 para la Place de France.

El área fuera de los muros de la antigua medina que ahora es la Plaza de las Naciones Unidas, solía ser la ubicación del Souq Kbir ( سوق كبير ), también conocido como le Grand Socco, antes de la colonización francesa . En 1908, tras el bombardeo francés y la invasión de Casablanca, el comandante francés Charles Martial Joseph Dessigny ordenó la construcción de una torre del reloj en la zona, que luego tomó el nombre de Place de l'Horloge, "Plaza del Reloj". La plaza se llamó entonces Place de France, "Plaza de Francia", y el área circundante fue desarrollada por un equipo de arquitectos y urbanistas franceses elegidos por Hubert Lyautey y dirigido por Henri Prost.
El edificio Magasins Paris-Maroc (1914), construido por Hippolyte Delaporte y Auguste Perret, estaba ubicado en el extremo sur de la Place de France. El neoárabe Hotel Excelsior, que permanece hoy, fue construido en 1916.
Como la ville nouvelle , o "ciudad nueva", que se extendía hacia el este de la plaza, la plaza evolucionó de un mercado a un punto de contacto entre la ciudad europea y la medina de Casablanca, que los colonos franceses describieron como la " ville indigène. " 

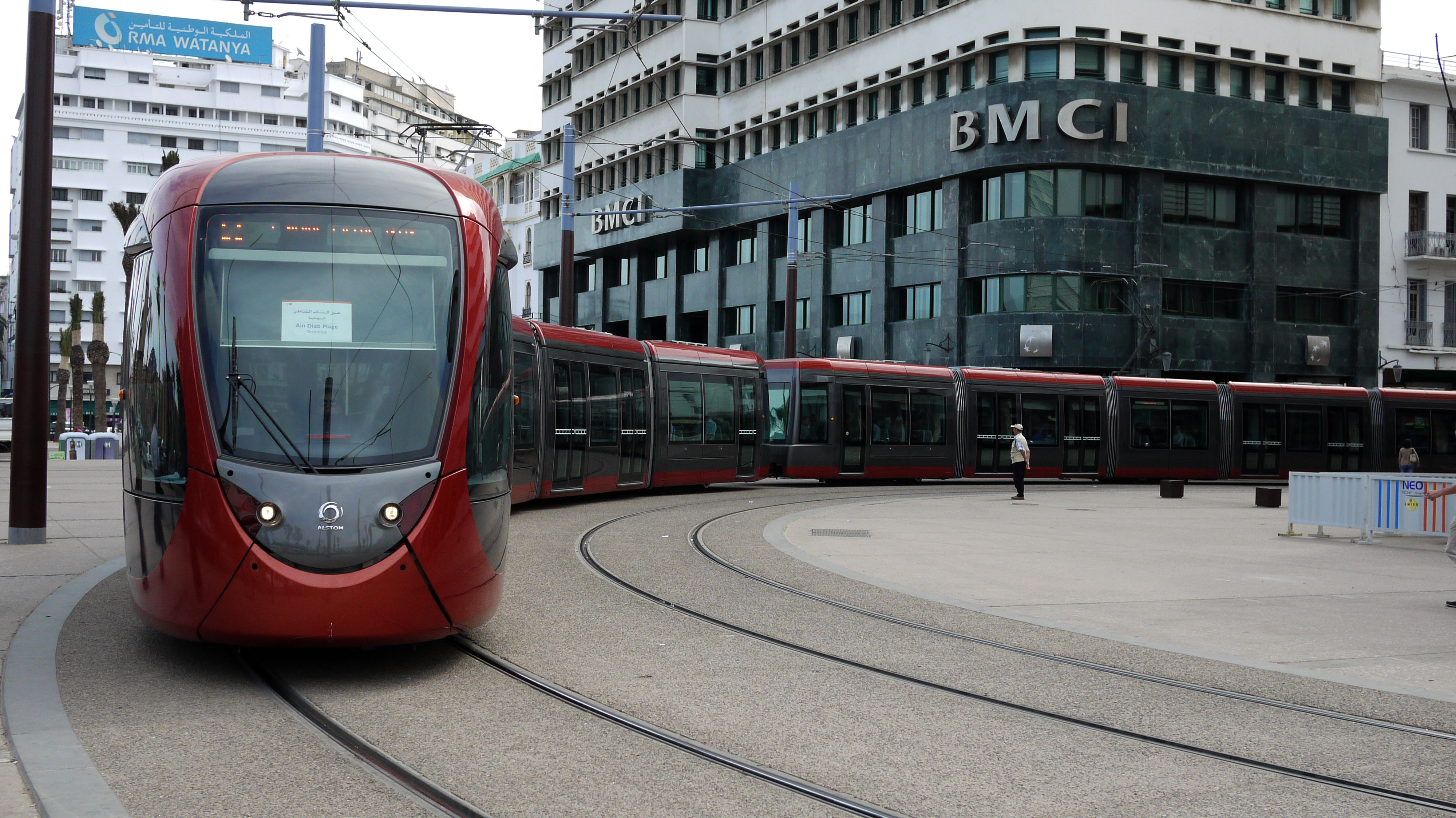
El tranvía serpentea frente al edificio BMCI, a través de la Plaza de las Naciones Unidas.

La torre del reloj fue demolida en 1948 y la plaza se convirtió en una estación de autobuses durante un período de tiempo a mediados de siglo. Una torre de reloj imitando el diseño original se construyó a poca distancia más cerca de la medina en 1993.
El arquitecto Jean-François Zevaco diseñó la Kora Ardia ( كرة أرضية ), "Globo", en 1975.
El Tranvía de Casablanca transformó la plaza. Las obras se iniciaron en 2009 y la primera línea se inauguró el 12 de diciembre de 2012.

## Acceso
Se puede acceder a la plaza mediante la línea 1 del tranvía, que para en la plaza de las Naciones Unidas.